# Myrmecaelurus lachlani
Myrmecaelurus lachlani är en insektsart som beskrevs av Navás 1912. Myrmecaelurus lachlani ingår i släktet Myrmecaelurus och familjen myrlejonsländor. Inga underarter finns listade i Catalogue of Life.